# Jamie Clarke
Jamie Clarke (Llanelli, 5 oktober 1994) is een Welsh professioneel snookerspeler. Zijn beste resultaat is een halve finale op de Snooker Shoot-Out van 2019. In 2022 haalde hij een kwartfinale op de Snooker Shoot-Out.

## Belangrijkste resultaten

### Wereldkampioenschap
Hoofdtoernooi (laatste 32 of beter):
| #  | Seizoen     | Editie  | Prestatie  | Extra                                |
| -- | ----------- | ------- | ---------- | ------------------------------------ |
| 1. | 2019 / 2020 | WK 2020 | Laatste 16 | Verloor met 13-11 van Anthony McGill |
| 2. | 2021 / 2022 | WK 2022 | Laatste 32 | Verloor met 10-2 van Zhao Xintong    |